# کنسرواتوار فرانتس شوبرت

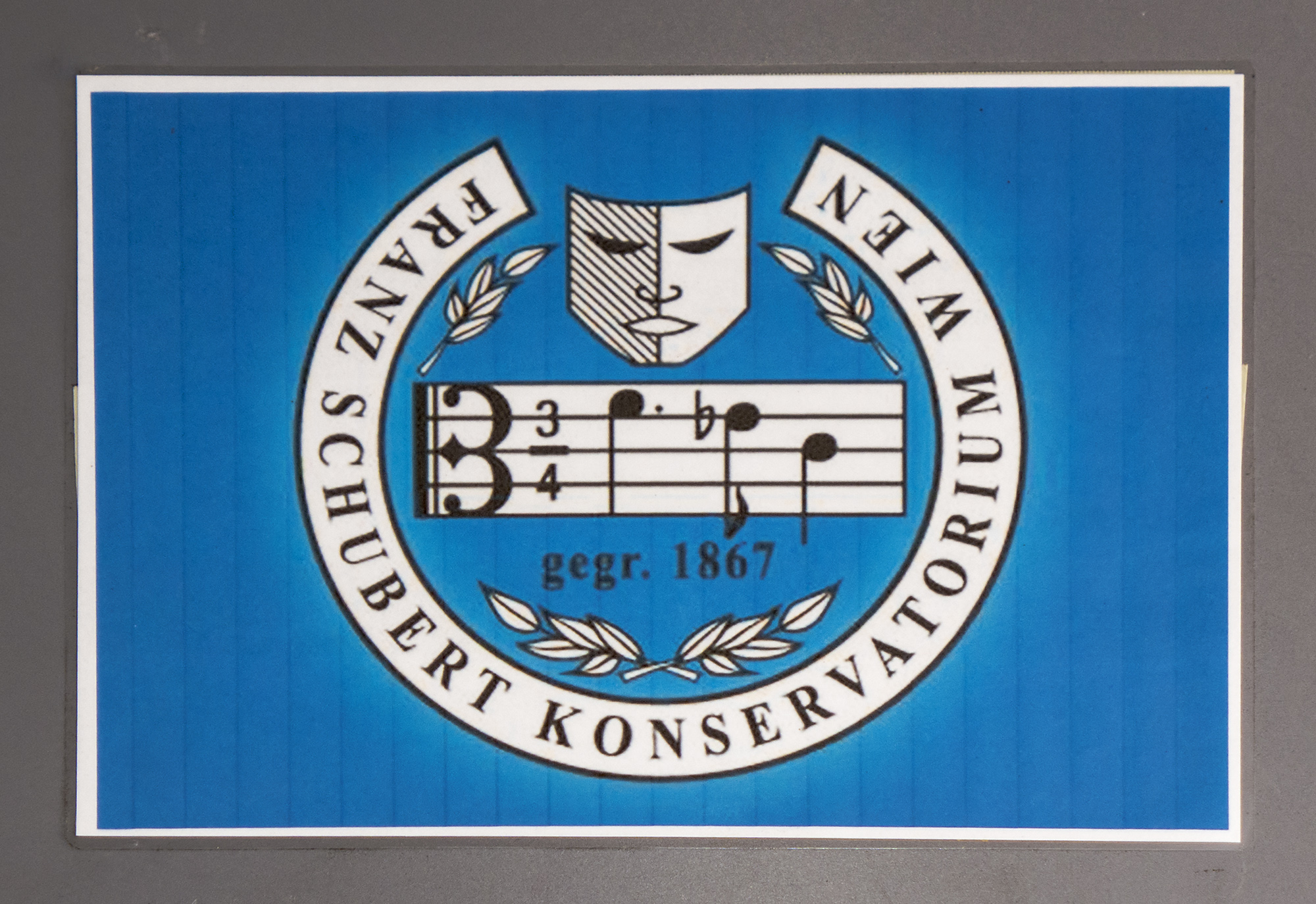
تابلوی درب هنرستان فرانتس شوبرت در وین 3، Untere Viaduktgasse 16

کنسرواتوار فرانتس شوبرت یک آموزشگاه موسیقی و هنرهای نمایشی و قدیمی‌ترین کنسرواتوار خصوصی در شهر وین است. مدرسهٔ موسیقی در سال ۱۸۶۷ توسط ادوارد هوراک و به نام وی تأسیس شد و در سال ۱۹۷۹ از هوراک به فرانتس شوبرت تغییر نام یافت. کنسرواتوار شوبرت از سال تحصیلی ۲۰۱۳ به عمارتی در نوی‌والداگ واقع در شهر وین تغییر مکان داد.
هیچ‌گونه محدودیت سنی یا سطح آموزشی برای ثبت‌نام در این آموزشگاه وجود ندارد و هنرجویان می‌توانند با هر سن یا میزان مهارتی رشته‌های گوناگون موسیقی از کلاسیک تا جز یا بازیگری تا تئاتر موزیکال را برای آموزش انتخاب کنند.